# Venner (sitcom)
 For alternative betydninger, se Friends. (Se også artikler, som begynder med Friends)
 For alternative betydninger, se Venner (flertydig). (Se også artikler, som begynder med Venner)
Venner (originaltitel Friends) er en amerikansk sitcom. Første afsnit blev sendt 22. september 1994 og sidste afsnit blev sendt 6. maj 2004 i USA. Der er lavet 236 afsnit fordelt på 10 sæsoner, som alle blev vist på NBC.
I Danmark blev/bliver Venner sendt på TV 2 og TV 2 Zulu.
Serien handler om seks venner i tyverne (senere i trediverne); tre kvinder og tre mænd, der bor på Manhattan, New York.
I økonomiske termer er Venner den mest succesrige sitcom nogensinde[kilde mangler]. Ved slutningen af serien blev hver af de seks hovedskuespillere betalt 1 mio. dollars per afsnit.[kilde mangler]

## Serieoversigt
| Sæson | Sæson | Episoder | Oprindelig sendt   | Oprindelig sendt | DVD-udgivelser    | DVD-udgivelser   | DVD-udgivelser  |
| Sæson | Sæson | Episoder | Start              | Slut             | Region 1          | Region 2         | Region 4        |
| ----- | ----- | -------- | ------------------ | ---------------- | ----------------- | ---------------- | --------------- |
|       | 1     | 24       | 22. september 1994 | 18. maj 1995     | 30. april 2002    | 29. maj 2000     | 4. oktober 2006 |
|       | 2     | 24       | 21. september 1995 | 16. maj 1996     | 3. september 2002 | 29. maj 2000     | 4. oktober 2006 |
|       | 3     | 25       | 19. september 1996 | 15. maj 1997     | 1. april 2003     | 29. maj 2000     | 4. oktober 2006 |
|       | 4     | 24       | 25. september 1997 | 7. maj 1998      | 15. juli 2003     | 29. maj 2000     | 4 oktober 2006  |
|       | 5     | 24       | 24. september 1998 | 20 maj 1999      | 4. november 2003  | 29. maj 2000     | 4. oktober 2006 |
|       | 6     | 25       | 23. september 1999 | 18. maj 2000     | 27. januar 2004   | 27. juli 2000    | 4. oktober 2006 |
|       | 7     | 24       | 5. oktober 2000    | 17. maj 2001     | 6. april 2004     | 25. oktober 2004 | 4. oktober 2006 |
|       | 8     | 24       | 27. september 2001 | 16. maj 2002     | 9. november 2004  | 25. oktober 2004 | 4. oktober 2006 |
|       | 9     | 24       | 26. september 2002 | 15. maj 2003     | 8. marts 2005     | 25. oktober 2004 | 4. oktober 2006 |
|       | 10    | 18       | 25. september 2003 | 6. maj 2004      | 15. november 2005 | 25. oktober 2004 | 4. oktober 2006 |

### Handling
Oprindeligt skulle Venner have været centreret omkring Ross Geller, men serien kom igennem alle dens 10 sæsoner til at handle om alle seks venner. I de første par sæsoner er hovedhistorien dog det udviklende forhold mellem Ross Geller og Rachel Green.
Handlingen udspiller sig i vennernes lejligheder og kaffebaren Central Perk i New York City.
Courteney Cox skulle oprindeligt spille Rachel, og Jennifer Aniston skulle spille Monica, men efter de havde læst manuskriptet, valgte de at bytte roller. Bl.a. fordi det passede bedre omvendt, og Courteney Cox kunne lide Monicas sarkasme.

#### Sæson 1
Rachel flygter fra sit bryllup og flytter ind hos sin gamle veninde Monica.
Ross (Monicas bror) bliver skilt fra sin lesbiske kone Carol Willick (Anita Barone), der er gravid med hans baby. Carol er i et forhold med Susan Bunch (Jessica Hecht) og føder Ross' søn Ben i afsnit 23. Ross forelsket i Rachel, ligesom han var da de gik i high school, men tør ikke sige det.
Overfor de to piger bor Chandler og Joey. Joey har problemer med sin skuespillerkarriere, og Chandler dater Janice (Maggie Wheeler), hans livs største mareridt.
Phoebe bor hos sin mormor og vi hører om hendes underlige og hårde fortid.
Den første sæson går med Rachels tilvænning til et selvstændigt liv, Monica der prøver at hjælpe, Joeys mange dates og Chandlers få.
Ross' ex-kone Carol Føder Ross' søn Ben, Der skal bo hos Carol og hendes lesbiske kæreste Susan Bunch (Jessica Hecht)
Mens Ross er i Kina fortæller Chandler ved et uheld Rachel, at Ross er vildt forelsket i hende. Det går op for Rachel at hun også godt kan lide ham, og tager i sidste afsnit ud for at hente ham i lufthavnen. (her stopper første sæson)

#### Sæson 2
Ross kommer tilbage fra Kina med en ny kæreste ved navn Julie (Lauren Tom), og det gør Rachel sygeligt jaloux. Senere fortæller Rachel Ross hvad hun føler og deres forhold vokser, og bliver til en masse hede affærer.
Monica falder for den flotte ældre øjenlæge Richard (Tom Selleck), hendes forældres ven som hun har kendt hele livet. Men da han er 21 år ældre end hende, og befinder sig et andet sted i livet, skaber det problemer i forholdet.
Joey spiller en stor rolle i sæbeoperaen Days of Our Lives, men bliver fyret da han ved et uheld siger, at han skriver sine egne replikker.
Chandler bliver forelsket i en kvinde han skriver med på nettet, men finder ud af at det er hans ekskæreste Janice.
Phoebe finder ud af hvem hendes rigtige far er og hvor han bor, men da hun tager op for at besøge ham, møder hun i stedet halvbroren, Frank Jr. (Giovanni Ribisi)

#### Sæson 3
Rachel begynder at arbejde hos Bloomingdale's, Ross bliver jaloux på Rachels kollega Mark (Steven Eckholdt), og Ross og Rachel slår op i midten af sæsonen, da Ross, jaloux og fuld, har sex med Chloe (Angela Featherstone). Men kan Ross og Rachel holde sig fra hinanden? Eller starter de på ny med andre?
Chandler dater stadigvæk Janice, men Joey fanger Janice i at kysse med sin eksmand Gary Litman (Mark Cohen).
Phoebe finder ud af, at hendes biologiske mor Phoebe Abbott (Teri Garr) lever, og bor i Montauk.
Monica dater kort millionæren Pete Becker (Jon Favreau), men da Pete vil blive The Ultimate Fighting Champion, beder Monica ham vælge mellem sporten eller hende.
Da Monica er ked af at være single, kommer Chandler med et forslag til Monica – at hvis ingen af dem er gift når de fylder 40, så gifter de to sig, hvad siger hun mon?
Joey bliver forelsket i skuespilleren Kate Miller (Dina Meyer), Men da de endelig bliver et par, får Kate en stor mulighed der forhindrer dem i at være sammen.
Ross begynder at date Phoebes veninde Bonnie, men har stadigvæk følelser for Rachel.

#### Sæson 4
Sæsonen tager vanen tro tråden op med afslutningen på sidste sæsons 'cliffhanger', dobbeltafsnittet 'The One at the Beach'. Ross skal vælge, om han vil fortsætte sit forhold med Bonnie eller finde sammen med Rachel igen. Valget falder på hans livs kærlighed, Rachel, men det genoptagne forhold får hurtigt en ende, da Rachel stadig ikke har tilgivet Ross for at være hende utro i sæson 3.
Samtidig forsøger Phoebe at vænne sig til sin biologiske mor, som i første sæsonafsnit afslører, at hun overlod det til sin veninde at opfostre de to tvillingepiger (Phoebe og hendes arrogante søster, Ursula).
De centrale omdrejningspunkter i sæson 4 er spændingerne mellem Ross og Rachel.
Phoebe siger ja til at være rugemor for sin halvbror Frank Jr., og hans 23 år ældre kone Alice Knight (Debra Jo Rupp).
Ross møder britiske Emily, men efter de har været sammen uafbrudt i to uger, er Emily tvunget til at flytte tilbage til London. De beslutter sig for at blive forlovede, så de kan være sammen. En måned senere bliver de gift, da Emily gerne vil giftes i sin drømmebygning, der skal rives ned. Ross skal give sit 'ja' i kirken til Emily, men i stedet siger han uheldigvis Rachels navn ved alteret.
Da Monica er deprimeret, prøver Chandler at muntre hende op, og de ender med at blive lidt mere end venner.

#### Sæson 5
Ross bliver skilt for anden gang. Han mister også sit job og sin lejlighed, og flytter ind hos Chandler og Joey, som bliver træt af, at han hele tiden tysser på dem.
Rachel er stadigvæk forelsket i Ross, men prøver at komme videre.
Monica og Chandler bliver kærester og gør alt for at skjule det, men Joey opdager hurtigt deres hemmelighed. Senere finder resten af vennerne også ud af det.
Phoebe føder brorens (Frank Jr.) trillinger: En dreng (Frank Jr. Jr.) og to piger (Leslie og Chandler). Senere finder Phoebe et politiskilt som fører hende til politimanden Gary (Michael Rapaport), og de begynder at date.
Da Joey får et job i Las Vegas, ender de alle med at tage en ferie der. Monica og Chandler overvejer at blive gift, men ændrer mening da Ross og Rachel bliver gift i en kæmpe uheldig brandert.

#### Sæson 6
Monica og Chandler flytter sammen og Rachel flytter derfor ind hos Phoebe.
Ross bliver skilt for tredje gang efter sin brandert med Rachel.
Joey har kvaler med sin nye lækre roommate, der hurtigt bliver en kæreste.
Men Joey's nye kæreste kan ikke lide Monica og Chandler og derfor slår Joey op. Joey får senere hovedrollen i TV serien Mac and C.H.E.E.S.E.
Ross bliver lærer hos New York University, hvor han begynder at date eleven Elizabeth (Alexandra Holden). På samme tid dater Rachel Elizabeths far Paul (Bruce Willis).
Phoebes og Rachels lejlighed brænder, så Phoebe flytter ind hos Monica og Chandler, og Rachel flytter ind hos Joey.
Chandler og Monica bliver forlovede.

#### Sæson 7
Joeys TV-serie bliver aflyst, men han bliver kort efter tilbudt at få sin gamle rolle tilbage i sæbeoperaen Days of Our Lives.
Phoebe og Rachels lejlighed er blevet renoveret efter branden i sæson 6, men har nu kun ét soveværelse, så Rachel bliver boende hos Joey.
Monica og Chandler skal giftes. Men inden da overbeviser Monica Chandler om, at han skal finde sin far, efter ikke at have snakket med ham siden han var barn. Ved selve brylluppet er det overladt til seerne selv at gætte, at Rachel er gravid, hvilket ingen af de andre venner ved noget om. Men hvordan vil vennerne reagere og hvem er faren?

#### Sæson 8
Lige efter Chandler og Monicas bryllup opdager de fem andre venner lidt efter lidt at Rachel er gravid. Monica, Phoebe og Joey opdager at Ross er faren til Rachels kommende barn.
Da Joey og Rachel bor sammen, bliver Joey forelsket i Rachel. Samtidig føler Ross ikke at han er med når alle de "store" ting sker med Rachels mave, så de tre bliver enige om at det nok er bedst at Rachel flytter ind hos Ross. Ross dater Mona, han mødte til Monica og Chandlers bryllup, men alt bliver for kompliceret efter alt det med Rachel og Ross. Til sidst føder Rachel en sund lille pige, som kommer til at hedde Emma.
Monica og Chandler beslutter da også at de vil have et barn. Ross' mor giver Ross en ring så han kan fri til moren til hans barn - Rachel, men Rachel og Ross har aftalt at de ikke skal giftes, bare fordi de skal have et barn.
Samtidigt er Janice dukket op og har sat en skræk i livet på Rachel, om at Ross vil lade hende være alene om barnet til fordel for en ny familie. Joey kommer ind for at se til Rachel, men da han skal tage noget på stolen hvor Ross jakke ligger falder ringen ud og han åbner æsken for at kigge. Rachel der ikke har sovet i 2 dage pga. fødslen, tror at Joey frier til hende, og siger derfor ja. Joey der stadigvæk er forelsket i Rachel, må et par timer senere fortælle at det var en fejl og give ringen tilbage til Ross.

#### Sæson 9
Monica og Chandler prøver at adoptere, da de har fundet ud af, at de ikke er i stand til at få børn.
Phoebe møder den perfekte fyr, Pianisten Mike. Men hun finder ud af, at han desværre ikke vil giftes.
Ross har et crush på den sexede palæontolog Charlie (Aisha Tyler), men hun begynder at date Joey.
Rachel har udviklet følelser for Joey.
Ved en konference på Barbados i slutningen af serien slår Charlie op med Joey for at være sammen med Ross. Da Joey finder ud af dette, genoptager han sin forelskelse i Rachel. Phoebe, der ellers var begyndt at være sammen med ekskæresten David, da han permanent var flyttet tilbage til New York, siger nej til hans frieri, da Mike tager til Barbados for at fri til hende, og derved spolerer Davids frieri.

#### Sæson 10
Joey og Rachel tager på en date, men ender forholdet da det føles forkert, og Ross ikke er helt okay med det.
Phoebe og Mike bliver gift.
Monica og Chandler adopterer tvillingerne Erica og Jack, og flytter i sidste afsnit ud i det nye hus, de har købt uden for byen.
Rachel har fået en fantastisk job i Paris, men Ross opdager at han har følelser for Rachel og prøver at få det sagt uden held. Først i slutningen da Monica og Chandler kommer
hjem fra hospitalet får vennerne det at vide. Phoebe kører Ross til lufthavnen for at fange Rachel inden hun flyver, men det er for sent. Ross tager forgæves hjem til sin lejlighed hvor der ligger en besked
på hans svarer, hvor Rachel siger at hun elsker ham og siger at hun vil af flyet. stewardessen i baggrunden siger at hun skal sætte sig ned
Og så slutter beskeden. Ross råber "kom hun af flyet?" da Rachel træder ind af døren og siger "ja, jeg kom af flyet". Rachel og Ross bliver kærester.

## Medvirkende

### Vennerne
- Rachel Karen Green – spillet af Jennifer Aniston. Rachel er i starten af serien en meget forkælet pige, hvis far har mange penge. Hun bliver servitrice på "Central Perk", de seks venners stamcafé, men får lidt senere en karriere inden for modebranchen – først i et lille tøjfirma Fortunata Fashions i Fashion Tower og senere hos tøjfirmaet Bloomingsdale's og senere igen hos Ralph Lauren. Aniston har været nomineret til en Emmy for rollen som Rachel fem gange og vandt én i 2002 for ottende sæson.
- Monica Geller – spillet af Courteney Cox. Monica er en neurotisk køkkenchef, som arbejder på adskillige restauranter gennem serien. Monica er også kendt for sin specielle måde at være på, f.eks. med sit rengøringsvanvid. Cox er den eneste af de seks, som aldrig har været nomineret til en Emmy.
- Phoebe Buffay – spillet af Lisa Kudrow. Phoebe er en excentrisk massør og musiker. Hun har en meget speciel fortid, i det hendes mor begik selvmord, og hendes far stak af da hun var barn, hvorefter hun levede på gaden i en periode. Phoebe har tvillingesøsteren Ursula (også spillet af Lisa Kudrow), men de ser næsten aldrig hinanden. Kudrow har været nomineret til en Emmy seks gange for sin rolle som Phoebe, og hun vandt én i 1998.
- Joseph Francis Tribbiani – spillet af Matt LeBlanc. Joey er en kvindeglad skuespiller, der kæmper for at slå igennem og bliver kendt for sin rolle i Horton-sagaen som Dr. Drake Ramoray. Joey er ikke særlig kløgtig, hvilket vennerne af og til driller ham med. Men han er ofte en god og medfølende ven. LeBlanc har været nomineret til en Emmy tre gange, men har aldrig vundet.
- Chandler Muriel Bing – spillet af Matthew Perry. Chandler er chef i statisk analyse og datakonfiguration for et stort multinationalt firma. Han bliver senere junior-tekstforfatter i et reklamebureau. Chandler er den sjove i gruppen og er især kendt for sine mange vittigheder, som ikke altid kommer på de mest heldige tidspunkter. Perry var nomineret til en Emmy i 2002, men vandt ikke.
- Ross Geller – spillet af David Schwimmer. Ross er Monicas storebror og palæontolog. Han er samtidig kæreste og sågar også husbond til Rachel on and off gennem hele serien. Han er meget nørdet og arbejder på et museum for forhistorie, og bliver senere professor i palæontologi ved New York University. Schwimmer var nomineret til en Emmy i 1995, men vandt ikke.

Monica og Ross er søskende, Rachel og Monica er barndomsveninder, Ross og Chandler er venner fra college, Chandler og Joey er bedste venner og bor sammen, indtil han flytter ind hos Monica. Phoebe har boet sammen med Monica og har der i gennem lært de andre at kende.

## Produktion
Venner blev skabt i 1993 af David Crane og Marta Kauffman. Serien blev skabt som en opfølger til deres kabelserie Dream On, som kørte på HBO fra 1990 – 1996. Serien er rettet mod unge voksne som, i de tidlige 1990ére, blev identificeret med deres cafékultur, datingscener, og moderne selvstændighed.
Oprindelig skulle serien enten have heddet ”Across the Hall”, ”Six of One”, ”Insomnia Café” eller ”Friends Like Us”.
Venner er produceret af Bright/Kauffman/Crane Productions, i samarbejde med Warner Bros., til den amerikanske tv-station NBC. Serien havde premiere på NBC den 22. september 1994. Serien blev et kæmpe hit gennem alle ti sæsoner, og var med på NBC's Must See TV. Det sidste afsnit havde premiere den 6. maj 2004. Det var en af de mest sete tv-serie-afslutninger i tv’s historie. Kun de sidste afsnit af M*A*S*H, Cheers og Seinfeld blev set af flere.
Springvandet, som blev brugt til åbningssekvensen, ligger på Warner Bros. Ranch på adressen N. Hollywood Way 411 i Burbank, Californien, en lille kilometer nord for hovedstudiet. Åbningsscenen blev optaget omkring klokken fire en kølig morgen.
Efter seriefinalen i 2004 blev serien Joey skabt. Mange fans kritiserede NBC's beslutning om at give karakteren Joey sin egen serie, og seertallene faldt drastisk mellem første og anden sæson.
Seksogfyrre afsnit blev filmet, men kun otteogtredive blev sendt i USA. Serien blev droppet den 15. maj 2006. Hele serien er blevet udgivet og kan købes som DVD Boks-set. Det første afsnit havde 18,6 millioner seere, som var dalet til omkring de fire millioner, som så sæsonfinalen.

## Distribution

### International
Venner har været vist på forskellige kanaler i Storbritannien, herunder Kanal 4 , Sky1 , E4 , og Comedy Central. 
Den 4. september 2011 sluttede Venner officielt på E4. Comedy Central overtog rettighederne, til at vise programmet fra oktober 2011. Serien har været vist i Irland på RTÉ To og TV3 og dens digitale kanal 3e 
Friends har været vist i Australien på Nine Network , Network Ten, på GEM (en sub-kanal til Nine Network), og på betalings-tv-kanal 111 Hits .  Showet sendes på TV2 i New Zealand. 
Showet sendes i Indien på STAR Wold , WB og Zee Cafe . 
I 2009 havde serien sin pakistanske præmiere, som blev sendt på Apna Channel  i Punjabi.
I Serbien blev showet oprindeligt sendt på RTV Pink. Men i begyndelsen af april 2011, er genudsendelser blevet vist på B92 . 

### Merchandise
Alle ti sæsoner er blevet udgivet på DVD individuelt og som et bokssæt. Hver region 1 sæsonudgivelse indeholder særlige funktioner og optagelser oprindeligt klippet fra serien, selvom region 2 udgivelser er som oprindeligt luftet. Fra den første sæson, er hver episode opdateret med farvekorrektion og lydforbedring. 
En bred vifte af Venner-merchandise er fremstillet af forskellige selskaber. I slutningen af september 1995, udgav WEA Records det første album med musikken fra Venner, som indeholder The Friends Original TV Soundtrack. Soundtracket debuterede på Billboard 200 som nummer 46. , og solgte 500.000 eksemplarer i november 1995. 
Den 28. september 2009 er et bokssæt blev udgivet i England for at fejre seriens 15 års jubilæum. Dette bokssæt indeholdt udvidede episoder, en episodeguide, og originale specielle funktioner. 
Warner Home Video frigav et komplet Blu-ray bokssæt den 13. november 2012.
| DVD navn                    | Episoder | Box set release dates | Box set release dates | Box set release dates |
| DVD navn                    | Episoder | Region 1              | Region 2              | Region 4              |
| --------------------------- | -------- | --------------------- | --------------------- | --------------------- |
| The Complete First Season   | 24       | 20. april 2002        | 29. maj 2000          | 4. oktober 2006       |
| The Complete Second Season  | 24       | 3. september 2002     | 29. maj 2000          | 4. oktober 2006       |
| The Complete Third Season   | 25       | 1. april 2003         | 29. maj 2000          | 4. oktober 2006       |
| The Complete Fourth Season  | 24       | 15. juli 2003         | 29. maj 2000          | 4. oktober 2006       |
| The Complete Fifth Season   | 24       | 4. november 2003      | 29. maj 2000          | 4. oktober 2006       |
| The Complete Sixth Season   | 25       | 27. januar 2004       | 17. juli 2000         | 4. oktober 2006       |
| The Complete Seventh Season | 24       | 6. april 2004         | 25. oktober 2004      | 4. oktober 2006       |
| The Complete Eighth Season  | 24       | 9. november 2004      | 25. oktober 2004      | 4. oktober 2006       |
| The Complete Ninth Season   | 24       | 8. marts 2005         | 25. oktober 2004      | 4. oktober 2006       |
| The Complete Tenth Season   | 18       | 15. november 2005     | 25. oktober 2004      | 4. oktober 2006       |

## Kulturelle indtryk
Venner har ydet bemærkelsesværdige bidrag til populærkulturen, især omkring moden. Serien huskes for dens indflydelse på ”hverdagsmoden” og frisurer. Jennifer Anistons frisure bliver f.eks. kaldt ”The Rachel” og bliver kopieret af kvinder over hele verden.
Joey Tribbianis scorereplik ”How you doin” er blevet populær som slang indenfor visse kredse, og er ofte brugt som en startreplik eller som en hilsen når venner mødes. 
Serien fødte også idéen om “lamineringslisten”, som er en liste med kendte, som en persons partner vil give dem lov til at have sex med, hvis de nogensinde skulle mødes. I afsnittet The One with Frank Jr. udveksler figurerne deres lister mundtligt, mens Ross laver en fysisk liste med sine valg og laminerer den, så hans valg er permanente. Konceptet med ”lamineringslisten” er blevet indført på Hollywood Stock Exchanges hjemmeside.

## Spin-off-serie
Da Venner stoppede i 2004, blev spin-off-serien Joey skabt. Denne serie følger Joey Tribbiani fra Venner, efter han er flyttet fra New York til Los Angeles.

Serien blev dog senere droppet af producenten, NBC, da seertallet var stærkt faldende.

## Priser og nomineringer
| Emmy'er - 2003 – Outstanding Guest Actress in a Comedy Series – Christina Applegate - 2002 – Outstanding Comedy Series - 2002 – Outstanding Lead Actress in a Comedy Series – Jennifer Aniston - 2000 – Outstanding Guest Actor in a Comedy Series – Bruce Willis - 1998 – Outstanding Supporting Actress in a Comedy Series – Lisa Kudrow - 1996 – Outstanding Directing for a Comedy Series – Michael Lembeck (for "The One After the Superbowl") Golden Globe Awards - 2003 – Best Performance by an Actress in a Television Series, Musical or Comedy – Jennifer Aniston People's Choice Awards - 2004 – Favorite Television Comedy Series - 2004 – Favorite Female Television Performer – Jennifer Aniston - 2003 – Favorite Television Comedy Series - 2003 – Favorite Female Television Performer – Jennifer Aniston - 2002 – Favorite Television Comedy Series - 2002 – Favorite Female Television Performer – Jennifer Aniston - 2001 – Favorite Television Comedy Series - 2001 – Favorite Female Television Performer – Jennifer Aniston - 2000 – Favorite Television Comedy Series - 2000 – Favorite Female Television Performer – Jennifer Aniston - 1999 – Favorite Television Comedy Series - 1995 – Favorite New Television Comedy Screen Actors Guild Awards - 2000 – Outstanding Performance by a Female Actor in a Comedy Series – Lisa Kudrow - 1996 – Outstanding Performance by an Ensemble in a Comedy Series | Emmy'er - Outstanding Comedy Series (1995-96, 1999-2000, 2003) 5 nomineringer - Outstanding Lead Actress in a Comedy Series – Jennifer Aniston (2003-04) 2 nomineringer - Outstanding Lead Actor in a Comedy Series – Matt LeBlanc (2002-04) 3 nomineringer - Outstanding Lead Actor in a Comedy Series – Matthew Perry (2002) - Outstanding Supporting Actress in a Comedy Series – Jennifer Aniston (2000-01) 2 nomineringer - Outstanding Supporting Actress in a Comedy Series – Lisa Kudrow (1995, 1997, 1999, 2000-01) 5 nomineringer - Outstanding Supporting Actor in a Comedy Series – David Schwimmer (1995) Golden Globe Awards - Best TV Series-Comedy (1996-1998, 2002-2004) 6 nomineringer - Best Performance by an Actor in a TV Series-Comedy – Matt LeBlanc (2003-04) - Best TV Supporting Actress – Jennifer Aniston (2002) - Best TV Supporting Actress – Lisa Kudrow (1996) Screen Actors Guild - Outstanding Performance by an Ensemble in a Comedy Series (1999-2004) 5 nomineringer - Outstanding Performance by a Male Actor in a Comedy Series – Matt LeBlanc (2003) - Outstanding Performance by a Female Actor in a Comedy Series – Lisa Kudrow (1999, 2004) 2 nomineringer - Outstanding Performance by a Female Actor in a Comedy Series – Jennifer Aniston (2002-03) 2 nomineringer |

## Fodnoter
1. ↑  "Friends: Season 1 (4 Discs)". Amazon.ca. Hentet 9. marts 2012.
2. 1 2 3 4 5 6 7 8 9  Fisher, Nick (27. maj 2000). "Videos to buy". The Sun. News Group Newspapers. s. 47.
3. ↑  "Friends – Series 01 – Special Edition (PG): DVD". DVD Warehouse. Arkiveret fra originalen 23. september 2015. Hentet 10. marts 2012.
4. ↑  "Friends: The Complete Second Season". Amazon.com. Hentet 9. marts 2012.
5. ↑  "Friends – Series 02 – Special Edition (PG): DVD". DVD Warehouse. Arkiveret fra originalen 23. september 2015. Hentet 10. marts 2012.
6. ↑  "Friends: The Complete Third Season". Amazon.com. Hentet 9. marts 2012.
7. ↑  "Friends – Series 03 – Special Edition (PG): DVD". DVD Warehouse. Arkiveret fra originalen 23. september 2015. Hentet 10. marts 2012.
8. ↑  "Friends: The Complete Fourth Season". Amazon.com. Hentet 9. marts 2012.
9. ↑  "Friends – Series 04 – Special Edition (PG): DVD". DVD Warehouse. Arkiveret fra originalen 23. september 2015. Hentet 10. marts 2012.
10. ↑  "Friends: The Complete Fifth Season". Amazon.com. Hentet 9. marts 2012.
11. ↑  "Friends – Series 05 – Special Edition (PG): DVD". DVD Warehouse. Arkiveret fra originalen 23. september 2015. Hentet 10. marts 2012.
12. ↑  "Friends: The Complete Sixth Season". Amazon.com. Hentet 9. marts 2012.
13. 1 2  "Friends: The Complete Ninth Season". Amazon.co.uk. Hentet 9. marts 2012.
14. ↑  "Friends – Series 06 – Special Edition (PG): DVD". DVD Warehouse. Arkiveret fra originalen 5. marts 2016. Hentet 10. marts 2012.
15. ↑  "Friends: The Complete Seventh Season". Amazon.com. Hentet 9. marts 2012.
16. ↑  "Friends: The Complete Eighth Season". Amazon.co.uk. Hentet 9. marts 2012.
17. ↑  "Friends – Series 07 – Special Edition (PG): DVD". DVD Warehouse. Arkiveret fra originalen 5. marts 2016. Hentet 10. marts 2012.
18. ↑  "Friends: The Complete Eighth Season". Amazon.com. Hentet 9. marts 2012.
19. ↑  "Friends: The Complete Eighth Season". Amazon.co.uk. Hentet 9. marts 2012.
20. ↑  "Friends – Series 08 – Special Edition (PG): DVD". DVD Warehouse. Arkiveret fra originalen 23. september 2015. Hentet 10. marts 2012.
21. ↑  "Friends: The Complete Ninth Season". Amazon.com. Hentet 9. marts 2012.
22. ↑  "Friends – Series 09 – Special Edition (PG): DVD". DVD Warehouse. Arkiveret fra originalen 4. marts 2016. Hentet 10. marts 2012.
23. ↑  "Friends: The Complete Tenth Season". Amazon.com. Hentet 9. marts 2012.
24. ↑  "Friends: The Complete Tenth Season". Amazon.co.uk. Hentet 9. marts 2012.
25. ↑  "Friends – Series 10 – Special Edition (PG): DVD". DVD Warehouse. Arkiveret fra originalen 23. september 2015. Hentet 10. marts 2012.
26. ↑  Staff writer (6. maj 2004). "'Friends' say final goodbye. Serien blev straks et hit, og havde den højeste rating i ti år i trak. Den har påvirket folks liv, og vil altid blive husket af millioner af mennesker verden over". San Antonio Express-News.
27. ↑  Lauer, Matt (4. maj 2005). "'Venner' instruktør fortæller om begyndelsen". MSNBC.
28. ↑  Pollak, Michael (27. november 2005). "F. Y. I.". New York Times.
29. ↑  "Joey kasseret". World Entertainment News Network. 16. maj 2006. Arkiveret fra originalen 26. maj 2012. Hentet 21. september 2007.
30. ↑  "Ross and Phoebe "quitting Friends"". BBC News. 23. december 1999. Hentet 1. januar 2009.
31. ↑  "Channel 4's £100m Friends deal". BBC News. 16. december 1999. Hentet 1. januar 2009.
32. ↑  "Channel 4 to stop showing Friends after 15 years". The Daily Telegraph. London. 10. februar 2010. Hentet 3. maj 2010.
33. ↑  "Friends finale draws record 8.6m". BBC News. 29. maj 2004. Hentet 1. januar 2009.
34. ↑  "Same time, different channel". Comedy Central. 2. september 2011. Arkiveret fra originalen 25. september 2011. Hentet 4. september 2011.
35. ↑  "European debut of Friends finale on RTÉ". Radio Telefís Éireann. 11. maj 2004. Hentet 1. januar 2009.
36. ↑  "TV3 Friends". tv3.ie. Arkiveret fra originalen 24. marts 2011. Hentet 25. marts 2011.
37. ↑  Warneke, Ross (18. november 2004). "Rewind". The Age. Melbourne. Hentet 1. januar 2009.
38. ↑  "Channel Ten seriously in trouble at 7 pm timeslot". news.com.au. The Daily Telegraph. 7. november 2008. Arkiveret fra originalen 25. juni 2013. Hentet 6. april 2012.
39. ↑  "Friends". TV2. Hentet 1. januar 2009.
40. ↑  Ethical SEO. "TV Schedule". Entertainment.oneindia.in. Hentet 30. december 2010. (Webside ikke længere tilgængelig)
41. ↑  "Zee Café to air 'Friends' Season 10". Indiantelevision.com. Hentet 26. april 2011.
42. ↑  "WB India – Now that's Hollywood » Schedule". Itsonwb.com. Arkiveret fra originalen 18. november 2012. Hentet 10. august 2010.
43. ↑  "Apna Tv". Apna Tv. Arkiveret fra originalen 12. december 2010. Hentet 2. april 2011.
44. ↑  "Prijatelji – TV B92" (serbisk). B92.net. Hentet 27. august 2011.
45. ↑  "Friends: Kevin Bright". USA Today. 2004-04-23. Hentet 2013-06-19.
46. ↑  Dretzka, Gary (2. november 1995). "Hit Show, Hit Soundtrack: It's No Longer An Accident". Chicago Tribune. Arkiveret fra originalen 23. august 2009. Hentet 3. januar 2009.
47. ↑  Burlingame, Jon (27. december 1995). "Friends Theme Leads Pack of Hot-Selling TV Soundtracks" (Registration required). The Hollywood Reporter. Hentet 3. januar 2009.
48. ↑  "Friends – Season 1–10 Complete Collection 15th Anniversary DVD: Amazon.co.uk: Jennifer Aniston, Courteney Cox, Lisa Kudrow, Matt LeBlanc, Matthew Perry, David Schwimmer, James Michael Tyler, Elliott Gould, Maggie Wheeler, Christina Pickles, Paul Rudd, Jane Sibbett, David Crane, Marta Kauffman: DVD". Amazon.co.uk. Hentet 26. juli 2010.
49. ↑  TVShowsonDVD.com (19. juni 2012). "Friends - Warner Home Video Press Release Announces The Complete Series on Blu-ray Disc!". Arkiveret fra originalen 22. juni 2012. Hentet 19. juni 2012.
50. ↑  "Friends: The Complete First Season Review". DVDfile.com. Arkiveret fra originalen 22. januar 2009. Hentet 4. januar 2009.
51. ↑  Fisher, Nick (27. maj 2000). "Videos to buy". The Sun. News Group Newspapers. s. 47.
52. ↑  "Friends (Season 1) (4 DVD Set)". JB Hi-Fi. Arkiveret fra originalen 20. januar 2009. Hentet 4. januar 2009.
53. ↑  "Friends - The Complete Second Season". Amazon.com. Hentet 3. januar 2009.
54. ↑  "Friends (Season 2) (4 DVD Set)". JB Hi-Fi. Arkiveret fra originalen 20. januar 2009. Hentet 4. januar 2009.
55. ↑  "Friends - The Complete Third Season". Amazon.com. Hentet 3. januar 2009.
56. ↑  "Friends (Season 3) (4 DVD Set)". JB Hi-Fi. Arkiveret fra originalen 20. januar 2009. Hentet 4. januar 2009.
57. ↑  "Friends - The Complete Fourth Season". Amazon.com. Hentet 3. januar 2009.
58. ↑  "Friends (Season 4) (4 DVD Set)". JB Hi-Fi. Arkiveret fra originalen 20. januar 2009. Hentet 4. januar 2009.
59. ↑  "Friends - The Complete Fifth Season". Amazon.com. Hentet 3. januar 2009.
60. ↑  "Friends (Season 5) (4 DVD Set)". JB Hi-Fi. Arkiveret fra originalen 20. januar 2009. Hentet 4. januar 2009.
61. ↑  "Friends - The Complete Sixth Season". Amazon.com. Hentet 3. januar 2009.
62. ↑  Fisher, Nick (15. juli 2000). "Video view". The Sun. News Group Newspapers. s. 40.
63. ↑  "Friends (Season 6) (4 DVD Set)". JB Hi-Fi. Arkiveret fra originalen 20. januar 2009. Hentet 4. januar 2009.
64. ↑  "Friends - The Complete Seventh Season". Amazon.com. Hentet 3. januar 2009.
65. ↑  "Friends: Complete Season 7 - New Edition [1995]". Amazon.com. Hentet 4. januar 2009.
66. ↑  "Friends (Season 7) (4 DVD Set)". JB Hi-Fi. Arkiveret fra originalen 20. januar 2009. Hentet 4. januar 2009.
67. ↑  "Friends - The Complete Eighth Season". Amazon.com. Hentet 3. januar 2009.
68. ↑  "Friends: Complete Season 8 - New Edition [1995]". Amazon.com. Hentet 4. januar 2009.
69. ↑  "Friends (Season 8) (4 DVD Set)". JB Hi-Fi. Arkiveret fra originalen 20. januar 2009. Hentet 4. januar 2009.
70. ↑  "Friends - The Complete Ninth Season". Amazon.com. Hentet 3. januar 2009.
71. ↑  "Friends: Complete Season 9 - New Edition [1995]". Amazon.com. Hentet 4. januar 2009.
72. ↑  "Friends (Season 9) (4 DVD Set)". JB Hi-Fi. Arkiveret fra originalen 20. januar 2009. Hentet 4. januar 2009.
73. ↑  "Friends - The One with All Ten Seasons (Limited Edition)". Amazon.com. Hentet 3. januar 2009.
74. ↑  "Friends: Complete Season 10 - New Edition [1995]". Amazon.com. Hentet 4. januar 2009.
75. ↑  "Friends (Season 10) (4 DVD Set)". JB Hi-Fi. Arkiveret fra originalen 20. januar 2009. Hentet 4. januar 2009.
76. ↑  'The Rachel' gør indtryk på hele verden Arkiveret 18. november 2007 hos  Wayback Machine by Jae-Ha Kim, Chicago Sun-Times, 29. april 2004. Retrieved 15. juni 2006
77. ↑  Anne, S. (27. december 2004). "How you doin". The Hindu. Arkiveret fra originalen 18. august 2011. Hentet 20. august 2008.
78. ↑  "Hollywood Stock Exchange : Movies : Movie Market : Funds : Laminated List Fund III". Arkiveret fra originalen 22. februar 2008. Hentet 20. august 2008.